# Napeogenes peridia
Napeogenes peridia är en fjärilsart som beskrevs av William Chapman Hewitson 1853. Napeogenes peridia ingår i släktet Napeogenes och familjen praktfjärilar. Inga underarter finns listade i Catalogue of Life.

## Bildgalleri

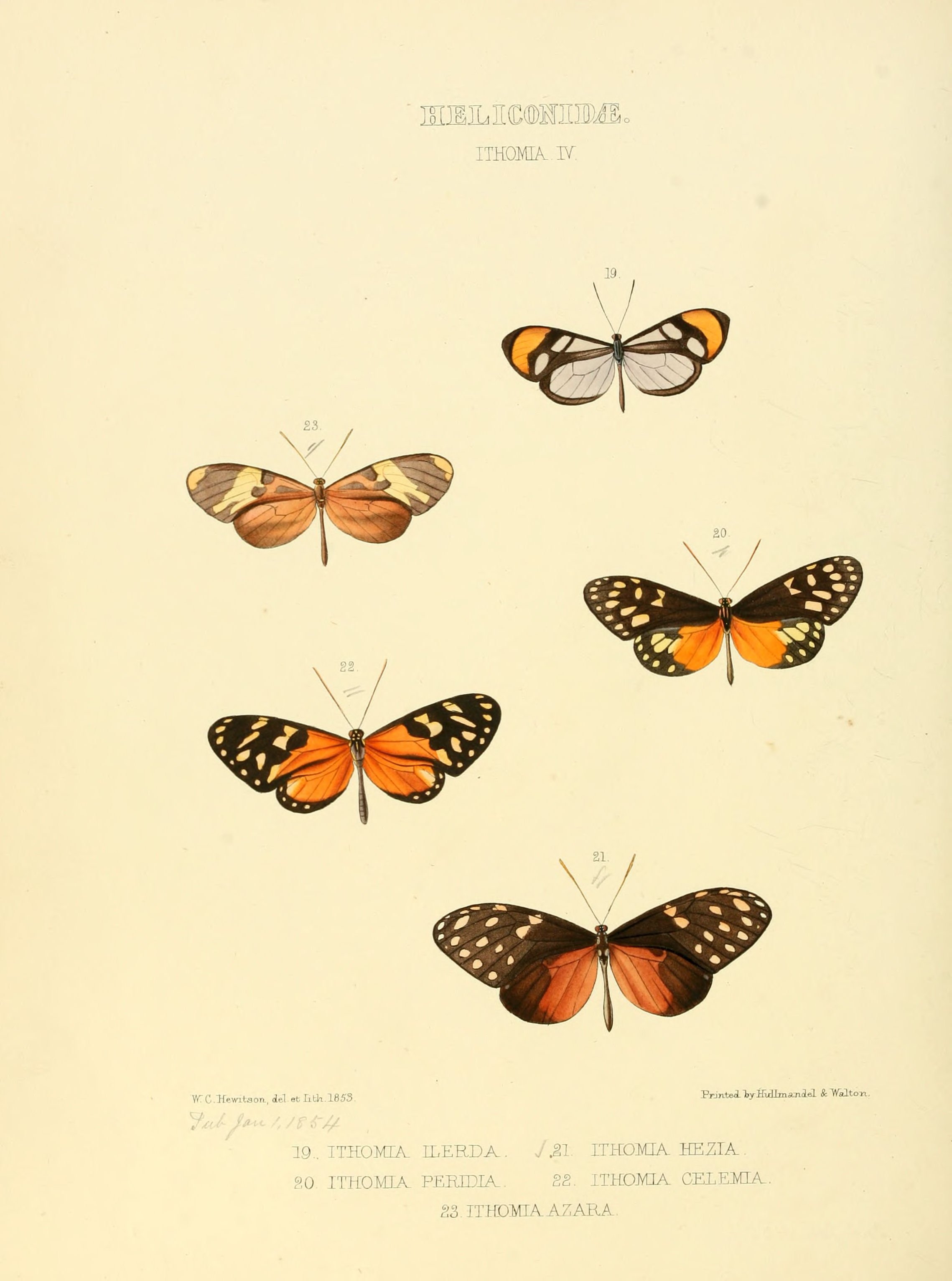